# Cristiano de la Secreta
Cristiano de la Secreta es una película dominicana que se estrenó el 15 de enero de 2009, una película de Archie López y creada por José García, su protagonista es el comediante Raymond Pozo.
Es la historia de Eddy quien ha sido cristiano practicante desde niño, pero después de cumplir treinta años, llega a la conclusión de que su religión le ha limitado el disfrute de los placeres de la vida. Por eso, fuera del templo, Eddy oculta su fe y se envuelve en una cadena de mentiras que lo conducen a vivir situaciones muchas veces hilarantes y otras de profunda reflexión.
La historia nace de la canción de igual título, Cristiano de la secreta,  del año 2000 autoría de Dío Astacio e interpretada por el grupo musical The Christians Brothers.

## Reparto
| Actor            | Personaje |
| ---------------- | --------- |
| Raymond Pozo     | Eddie     |
| Nashla Bogaert   | Débora    |
| Luis José Germán | Toñito    |
| René Castillo    | Papo      |
| Amaurys Pérez    | Manolo    |
| Raeldo López     | Víctor    |

- Datos: Q10864728